# (12093) Chrimatthews
(12093) Chrimatthews est un astéroïde de la ceinture principale.

## Description
(12093) Chrimatthews est un astéroïde de la ceinture principale. Il fut découvert le 21 avril 1998 à Socorro (Nouveau-Mexique) par le projet LINEAR. Il présente une orbite caractérisée par un demi-grand axe de 2,39 UA, une excentricité de 0,03 et une inclinaison de 5,4° par rapport à l'écliptique.

## Compléments